# خلل التنسج الوركي الخلقي
ورك النمو الشاذ أو عسر تصنع خلقي في الورك، هو خلع لمفصل الورك يؤدي إلى تكون غير طبيعي لهذا المفصل، ويحدث للمواليد والرضع ونسبة الإصابة عند الإناث أكثر من الذكور. يمكن للإصابة إما أن تكون مأخذ من مفصل الورك، والكرة في مفصل الورك أو كليهما. ويمكن أيضًا هذا الشرط أن توصف بأنها عسر تصنع خلقي في الورك (CDH) أو عسر التطورية للورك (DDH).

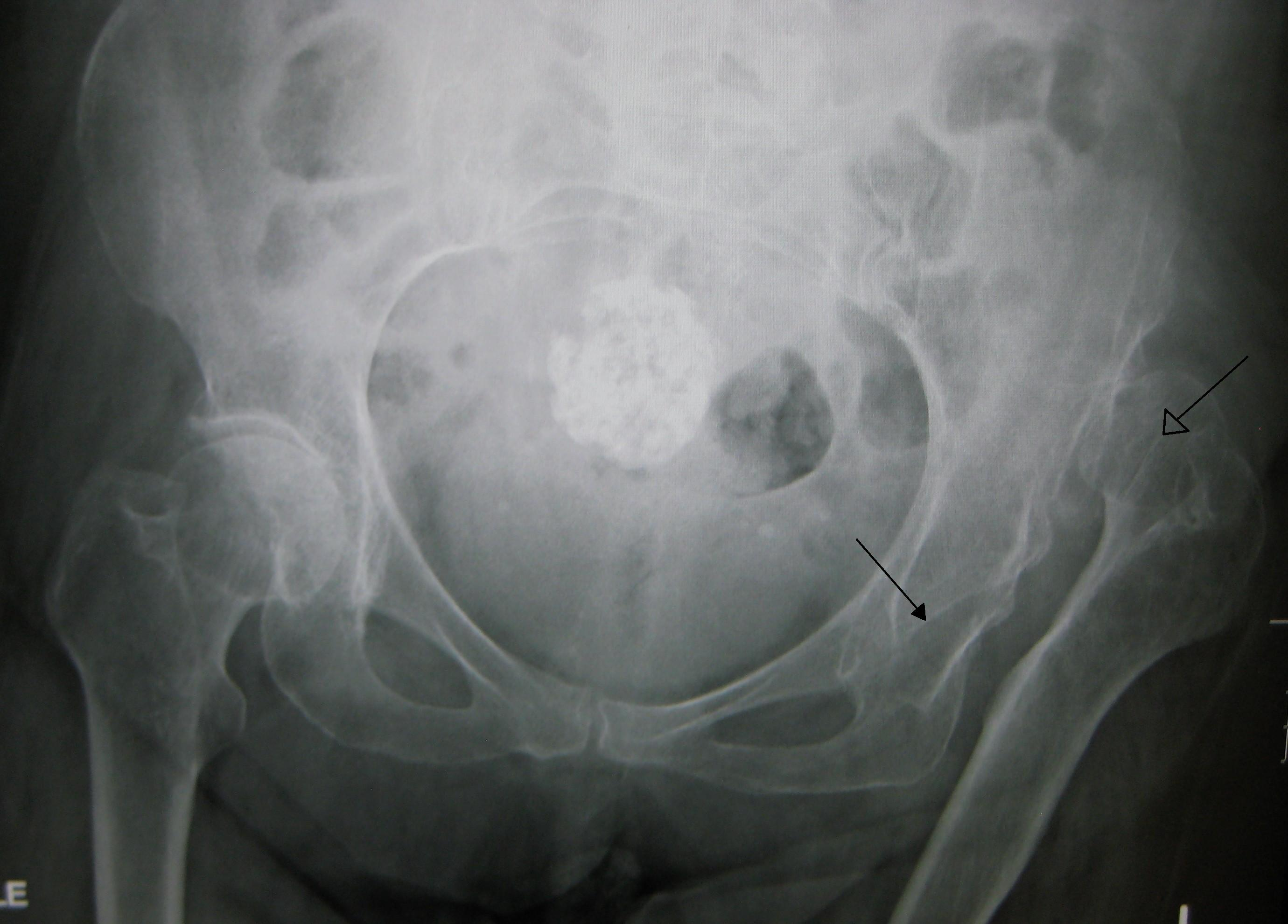
خلع خلقي في الورك الأيسر لشخص مسن. يلاحظ رأس الفخذ مفتوحة

## الأسباب
لا يعرف سبب نشوء هذا التشوه بشكل دقيق. وهناك عدة عوامل وراثية خلقية وعوامل بيئية مكتسبة على حد سواء والتي يمكن أن تؤدي إلى هذا النمو الشاذ. ويحدث في 0.4 ٪ من مجموع الولادات. وأهم الأسباب الشائعة لتشوهات مفصل الفخذ للأطفال:
1- السائل داخل الرحم غير كافٍ.
2- ضيق الرحم الذي يمنع حركات الجنين.
3- الأطفال الذين يعانون من تاريخ عائلي من تشوهات مفصل الفخذ.
4- الأطفال الذين ولدوا مع مشاكل التعبئة والتغليف.
5- الأطفال الذين ولدوا في وضعية «بريش»: يكون أول ما يخرج من الجنين أقدامه وليس رأسه..
6- الوراثة والتاريخ العائلي للمرض.
7-أن يكون المولود الأول للمرأة.
8- نوع الجنس، حيث انتشاره بين الإناث أكثر شيوعًا من الذكور.
- بعض الهرمونات التي تسبب الجسم يجعل ورك الطفل مشتركة لتكون فضفاضة للغاية.
بعض الدراسات تشير إلى وجود صلة هرمونية. Specifically the hormone ريلاكسين has been indicated. على وجه التحديد هرمون ريلاكسين.

## الأعراض
العديد من الأطفال لا تظهر عليهم أي أعراض واضحة وخاصة إذا كان التشوه خفيف. ومن أهم الاعراض:
1- اختلاف في طول الأرجل.
2- انثناء الجلد عن منطقة الفخذ.
3- قلة الحركة والمرونة في جانب واحد فقط.
4- العرج أو مشية البطة أو المشي على أصابع القدم.
5-أربطة مرنة جدًا.
6-تشوه حنف القدم.
7- الام في القدم وخاصة بعد المشي أو الوقوف لفترة وجيزة بسبب وضع ثقل الجسم يكون أكبر على أحد القدمين.

## التشخيص
يتم تعريف هذه الحالة في وقت الولادة. بعد ولادة الطفل، بالإضافة للفحص السريري فإن الطبيب قد يلجأ لاستخدام أشعة إكس (X-ray) خاصة إذا كان الطفل قد كبر قليلاً، أيضاً قد يكون لاستخدام الأشعة فوق الصوتية (Ultrasound) دور في التشخيص، حيث يمكن أن تحدد بدقة مكان وجود الكرة في المقبس، وعمق من المآخذ، ويمكن أيضًا أن تظهر مدى الاستقرار في الورك.

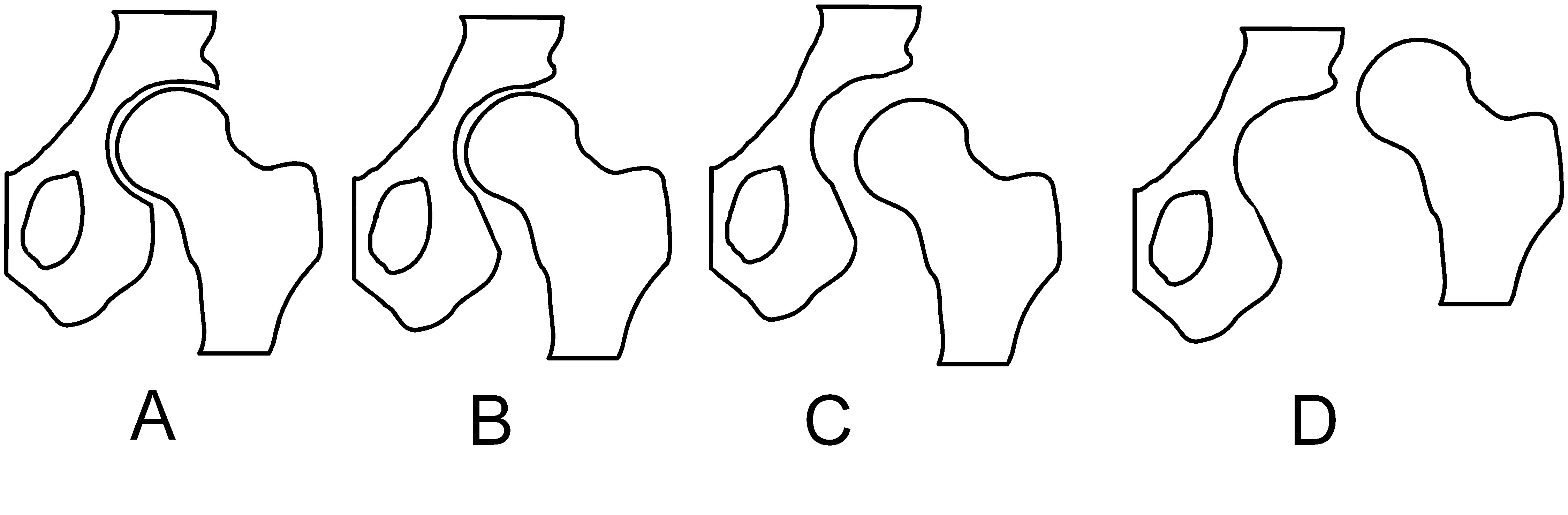
أنواع اختلالات رئيس لعظم الفخذ مأخذ في تشوهات مفصل الفخذ. A: عادي. B: النمو الشاذ. C: تحت خلع. D: خلع

## العلاج
يعتمد العلاج على سن المصاب، فإن كان أقل من 6 أشهر فإن العلاج يكون عن طريق شد يوضع للطفل على شكل «أرجل الضفدع» والتي بدورها تحافظ على وضع مفصل الورك في وضعية مناسبة تضمن نموه في شكل طبيعي، أما في حال تعدي سن الرضيع 6 أشهر فإن العلاج يكون بالجراحة لتصحيح العيب ووضع جبيرة بعد الجراحة لفترة.وهناك طريقتين للعلاج وتكونان غير منفصلتين، وهما العلاج بالجراحة والعلاج الطبيعي:
- - العلاج بالجراحة:

1- استبدال مفصل الورك الشامل، يتم إجراء معظم عمليات استبدال الورك الشامل بسبب تدهور مفصل الورك. السبب الأكثر شيوعا لهذا التدهور هو هشاشة العظام الناتجة عن الشيخوخة الطبيعية. ويمكن للانهاك والتمزق غير الطبيعي الناتج عن كسور سابقة أو عيوب خلقية أن يسبب هشاشة العظام أيضا.
2-استبدال مفصل الورك الشامل بالتدخل الجراحي البسيط، حيث يتم استبدال مفصل الورك الشامل باستخدام شقين، التي تنطوي على وضع بديل ورك شامل نموذجي غير معزز من خلال اثنين من الشقوق الصغيرة. ولدى هذه التقنية العديد من المزايا مثل الشفاء السريع مع الألم الأقل.
3-جراجة الركبة بالمنظار، ويمكن استخدام هذه العملية لتشخيص وتقييم وعلاج مشاكل معينة في الورك. وتعتبر هذه العملية ذات التدخل الجراحي البسيط هي الأفضل لجراحة الفخذ لمعالجة المشاكل الصغيرة نسبيا. ويمكن إجراء هذه العملية عادة على أساس عملية عيادات خارجية، ويمكن بقليل الألم الناتج بعد العملية إلى حد كبير.
4-مراجعة استبدال مفصل الورك – إن مفاصل الورك الصناعية لا تدوم إلى الأبد على الرغم من التقدم الهائل في التكنولوجيا الطبية اليوم. حيث أن هناك نسبة كبيرة من المفصل الصناعي سوف تنهك أو تتمزق أثناء حياة المريض بحيث سيصبح من الضروري إجراء عملية جراحية. تكون النتائج عادة أفصل عند التعرف المبكر على المشكلة لأن نجاح العملية يرتبط مباشرة بنوعية وكمية العظام الطبيعية المتبقية.
5-تظهير الورك. إن عمليات استيدال الركبة لا تقوم بتقديم أفضل الحلول لهشاشة العظام بالنسبة للمرضى الأصغر سنا والأكثر نشاطا. يمكن لزراعات الورك التقليدية أن تضعف وتنهك مع مرور الوقت مما يمكن أن يستلزم إجراء جراحة تكميلية صعبة في وقت لاحق. وعلاوة على ذلك، فإن نمط الحياة النشطة التي يعيشها هؤلاء المرضى الأصغر سنا قد تؤدي إلى زيادة انهاك وتمزق الأجزاء المزروعة وزيادة سرعة استهلاك هذه الأجزاء.
6-استبدال مفصل الورك للمرضى الأصغر سنا. التطورات الأخيرة في زراعة «الصلب على الصلب» (إما معدن على معدن أو سيراميك على سيراميك)، التي ينتج عنها كميات أقل بكثير من الجسيمات المتمزقة، جعلت من جراحة استبدال مفصل الورك للمرضى الأصغر سنا وأكثر نشاطا خيارا جيدا.
7-علاج عظام الحق الحرقفي. وتستخدم هذه العملية لتصحيح حالة تعرف باسم النمو الشاذ للحق الحرقفي، وهو عيب خلقي في الحق الحرقفي (مقبس الورك) والذي يكون فيه الجيب أكثر عمقا وأعلى ميلا من المعتاد.
- -العلاج الطبيعي والتأهيل:

أحيانا، يحتاج مرضى ومصابي الورك إلى إعادة تأهيل ودعم مكثف ومعقد، لذلك تكون وحدة جراحة الورك متقلة ببرامج علاج شاملة متعددة التخصصات، بحيث يتم ربط وحدة جراحة الورك مع برامج شاملة لعلاج متعدد التخصصات، لضمان أقصى القدرات الحركية للمرصى. أيضا عن طريق تقديم الدعم النفسي والعاطفي للمرضى أثناء مرحلة تأقلمهم وتكيفهم مع الإعاقة والعجز، والعلاج الطبيعيفي بعض البلدان يوفر برامج شاملة لعلاج المرضى الذين يعانون من ظروف مختلفة مثل بتر الأطراف ومرحلة ما بعد جراحة العظام المعقدة ومرحلة ما بعد الأمراض الخطيرة.

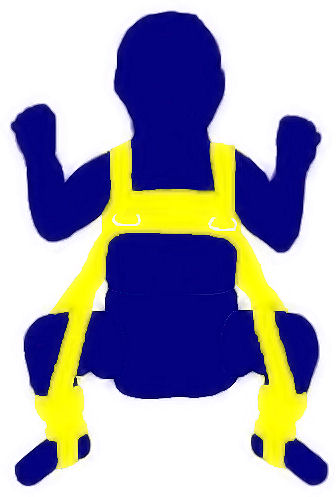

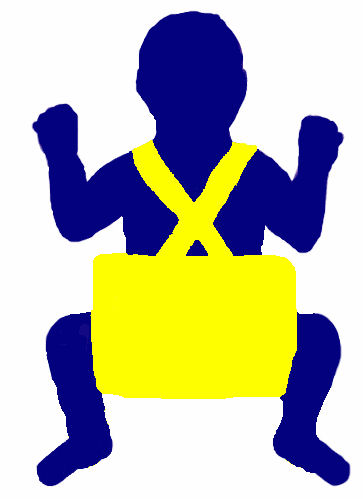

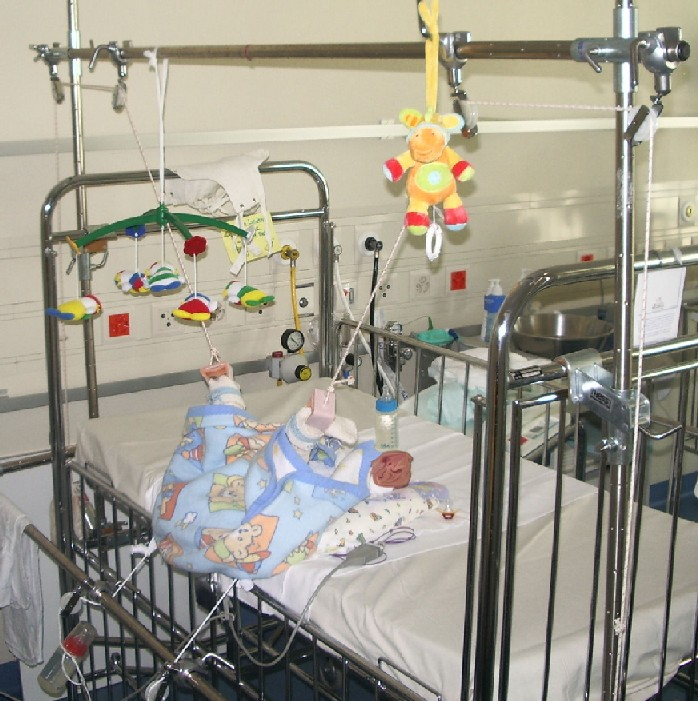
علاج طفل مصاب عن طريق الشد

## بعض مضعفات العلاج
- التأخر في المشي كمضاعفة للعلاج بالجراحة.
2- تهيج الجلد نتيجة استخدام الشد.
3- عدم تغير طول الأرجل بعد العلاج.